# Battipaglia
Battipaglia é uma comuna italiana da região da Campania, província de Salerno, com cerca de 50.084 habitantes. Estende-se por uma área de 56 km², tendo uma densidade populacional de 894 hab/km². Faz fronteira com Bellizzi, Eboli, Montecorvino Rovella, Olevano sul Tusciano, Pontecagnano Faiano.

## Demografia
| Variação demográfica do município entre 1861 e 2011                               |
|                                                                                   |
| Fonte: Istituto Nazionale di Statistica (ISTAT) - Elaboração gráfica da Wikipedia |